# Língua lucumi
A língua lucumi (em castelhano:  lucumí), também chamada de lacumí, santería, regla de ocha e anagó, é uma língua litúrgica utilizada pelos praticantes de Santería em Cuba e, em menor medida, por sua diáspora nos Estados Unidos.

## História

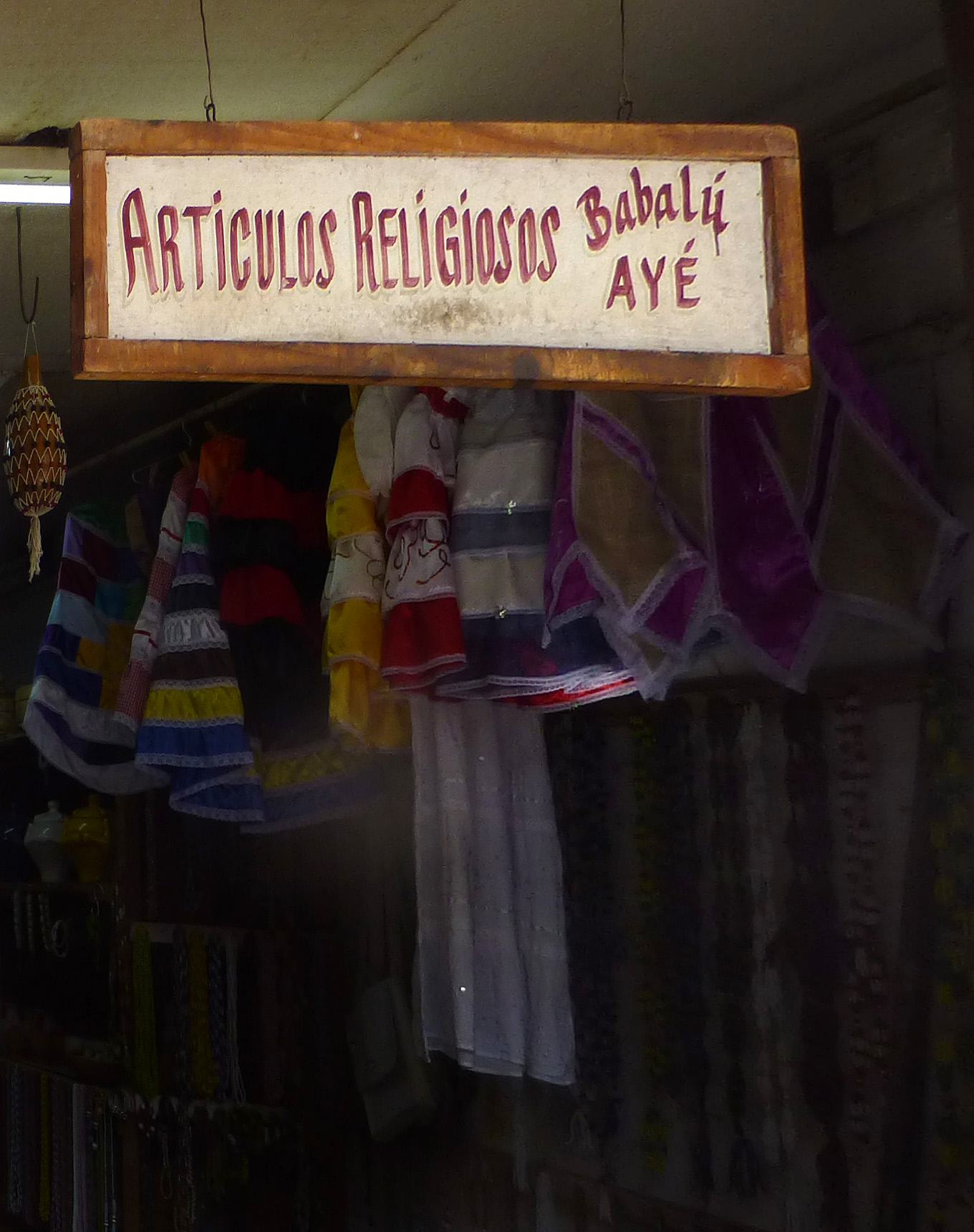
Anúncio de loja em Havana constando nome lucumi de orixá, Obaluaiê

Inicialmente derivada de um pidgin entre o iorubá e o castelhano falado por afro-cubanos, desenvolveu-se como uma língua litúrgica adquirida por fiéis na adolescência, utilizada para a comunicação ritual com orixás, encontrando-se variados níveis de influência não-iorubá e conhecimento da linguagem a depender da região, gerando um idioma complexamente variado. O antropólogo americano William R. Bascom foi o primeiro a afirmar o parentesco entre o lucumi e o iorubá, inicialmente crendo que o nome do idioma se derivaria do nome de um antigo reino africano chamado Ulkamy, mas posteriormente adotando a hipótese de que vinha do iorubá oluku mi (em português:  meu amigo).

## Fonética
O inventário fonético da língua lucumi é bastante semelhante ao do iorubá, suas variantes mais conservadoras tendo as mesmas sete vogais e inventário consonantal semelhante, mas substituindo as vogais nasais do iorubá por um n epentético ao fim da sílaba. Diferentemente do iorubá, o lucumi não é uma língua tonal, utilizando um sistema de acento tônico provavelmente herdado do contato com o castelhano, o acento geralmente incidindo sobre a sílaba final.